# フアド・ムズロビッチ
フアド・ムズロビッチ（Fuad Muzurović、1945年11月3日 - ）は、ボスニア・ヘルツェゴビナ出身のサッカー選手、サッカー指導者。

## 略歴
現役時代はFKサラエヴォでプレーし、ユーゴスラビア代表も経験した。なお、ユーゴ代表の時にはナドベザ・ペーターとも一緒にプレーしている。
引退後は古巣のFKサラエヴォのコーチ・監督（計4回）やボスニア・ヘルツェゴビナ代表監督など、指導歴は豊富である。2004年にナドベザが狭心症の発作を起こし、就任が決まっていたセレッソ大阪の監督を辞退したことを受け、「友人であるナドベザを助けたい」思いからC大阪の監督に就任した。
しかし監督就任が決まったのがC大阪の練習開始前日という慌ただしさで明らかに準備不足だったこともあり開幕から低迷。公式戦3試合（リーグ戦2試合・ナビスコカップ1試合）で2敗1分けとなると、チームとの方針の違いもありあっさり解任されてしまった。シーズン開幕後、公式戦3試合での退任は当時のJリーグ史上最短であった。
2006年から2007年までは、母国のボスニア・ヘルツェゴビナ代表監督を務めていた。

## クラブ歴
- FKサラエヴォ 1964-1974
- FKイェディンストヴォ・ビイェロ・ポリェ 1975

## 監督歴
- FKサラエヴォ 1977-1981
- FCプリシュティナ 1983-1984
- FCプリシュティナ 1985-1986
- アダナ・デミルスポル 1987
- FKサラエヴォ 1991-1992
- FKサラエヴォ 1993-1996
- ボスニア・ヘルツェゴビナ 1995-1998
- アダナスポル 1998
- アル・アラビ・ドーハ 1999
- FKサラエヴォ 2001-2002
- アル・マスリ 2002
- セレッソ大阪 2004
- ボスニア・ヘルツェゴビナ 2006-2008

## タイトル

### 選手時代
FKサラエヴォ
- ユーゴスラビア・プルヴァ・リーガ:1回（1966-67）

### 監督時代
FKサラエヴォ
- ボスニア・ヘルツェゴビナカップ:1回（2001-02）